# Рукшин (село)
Рукши́н (укр. Рукшин) — село в Днестровском районе Черновицкой области Украины. Административный центр Рукшинской сельской общины
Через деревню протекает река Потын, правый приток Днестра. На окраине села расположен гидрологический памятник природы — «Широка Криница».
Почтовый индекс — 60030. Телефонный код — 3731. Код КОАТУУ — 7325087601.

## История
Согласно данным за 1859 год в селе проживало 1580 человек (800 мужского и 780 женского пола), было 300 дворов, православная церковь.
Население по переписи 2001 года составляло 3438 человек.
До 2020 года село входило в Хотинский район